# Kladdebuchverlag
Der kladde|buchverlag ist der erste deutsche  Crowdpublishing-Verlag.
Im Jahre 2013 in Freiburg im Breisgau gegründet, finanziert der Verlag seine Publikationen durch Kampagnen auf den größten deutschen Crowdfunding-Plattformen. Auf diese Weise konnte der Verlag namhafte Autoren verlegen, unter anderem den Publizisten Ulrich Pätzold. Auch gehört der Facebookroman Zwirbler zu den Veröffentlichungen.
Der Verlag wurde 2014 auf der Frankfurter Buchmesse mit dem Young Excellence Award - Big Ideas Panel für die beste Idee im deutschen Buchhandel ausgezeichnet.